# Austronausibius leai
Austronausibius leai es una especie de coleóptero de la familia Silvanidae.

## Distribución geográfica
Habita en Victoria (Australia).